# Rachel Imison
Rachel Anne Imison (* 16. Dezember 1978 in Palmerston North, Neuseeland) ist eine ehemalige australische Hockey-Torhüterin, die mit der Australischen Hockeynationalmannschaft 2000 Olympiasiegerin war.

## Sportliche Karriere
Rachel Imison trat in 207 Länderspielen für Australien an.
Rachel Imison gehörte 1997, 1999 und 2003 zum siegreichen australischen Kader bei der Champions Trophy der Damen. Beim Gewinn der Weltmeisterschaft 1998 war Imison nicht im Kader. Vier Monate später fanden in Kuala Lumpur die Commonwealth Games statt, bei denen Imison im Tor stand. Im Finale siegten die Australierinnen mit 8:1 gegen die Engländerinnen. 2000 stand Imison erstmals bei Olympischen Spielen im Tor. Im Finale gegen die Argentinierinnen siegten die Australierinnen mit 3:1.
2002 gewann Imison die Bronzemedaille bei den Commonwealth Games in Manchester. 2004 belegten die Australierinnen in der Vorrunde der Olympischen Spiele in Athen den vierten Platz und konnten daher nur um die Plätze 5–8 spielen. Mit Siegen über die Südkoreanerinnen und die Neuseeländerinnen erreichten sie den fünften Platz. Im März 2006 bei den Commonwealth Games in Melbourne gewannen die Australierinnen das Finale gegen Indien mit 1:0. Sechs Monate später bei der Weltmeisterschaft in Madrid unterlagen die Australierinnen im Finale den Niederländerinnen mit 1:3. 2008 nahm Imison zum dritten Mal an Olympischen Spielen teil. Die Australierinnen verpassten den Halbfinaleinzug durch die schlechtere Tordifferenz und belegten wie vier Jahre zuvor den fünften Platz.